# 1972年ミュンヘンオリンピックのブルガリア選手団
1972年ミュンヘンオリンピックのブルガリア選手団（1972ねんミュンヘンオリンピックのブルガリアせんしゅだん）は、1972年8月26日から9月11日にかけて西ドイツのミュンヘンで開催された1972年ミュンヘンオリンピックのブルガリア選手団、およびその競技結果。

## 概要
今大会は金メダル6個、銀メダル10個、銅メダル5個の合計21個のメダルを獲得した。

## メダル
| メダル | 選手名                 | 競技 | 種目       |
| ------ | ---------------------- | ---- | ---------- |
| 銀     | ヨルダンカ・ブラゴエワ | 陸上 | 女子走高跳 |
| 銀     | ディアナ・ヨルゴワ     | 陸上 | 女子走幅跳 |
| 銅     | イワンカ・フリストワ   | 陸上 | 女子砲丸投 |
| 銅     | バシルカ・ストエーワ   | 陸上 | 女子円盤投 |